# Neckargerach
Neckargerach település Németországban, azon belül Baden-Württembergben. Lakosainak száma 2347 fő (2023. december 31.).

## Népesség
A település népessége az elmúlt években az alábbi módon változott:
| Lakosok száma | 2264 | 2280 | 2308 | 2328 | 2337 | 2347 |
|               | 1975 | 2017 | 2019 | 2021 | 2022 | 2023 |